# Livskvalitet
Livskvalitet betegner den oplevede følelse af at have et godt liv og handler oftest om andre faktorer end økonomi og overlevelse. Vurderingen af god eller dårlig livskvalitet beror ofte på personens egen subjektive bedømmelse, mens en objektiv vurdering af livskvalitet må begrænses til at iagttage, hvorvidt fundamentale menneskelige behov er opfyldt.
Filosoffen Jeremy Bentham kæder det gode liv og oplevelsen af livskvalitet sammen med oplevelsen af lyst. Denne opfattelse kaldes også for hedonisme. Faktorer, der spiller ind på livskvaliteten er det fysiske miljø, fysisk og psykisk/mental sundhed, uddannelse, arbejde og øvrige udfoldelsesmuligheder.
Begrebet forveksles undertiden med levestandard, der primært beskæftiger med rent økonomiske forhold.
Forskerne Anton Aggernæs og Søren Ventegodt har i hhv. 1988 og 1998 gennemført undersøgelser af danskernes livskvalitet.

## Stiglitz-Sen-Fitoussi-kommissionens arbejde
I 2008 nedsatte den daværende franske præsident Nicolas Sarkozy "Kommissionen om måling af økonomisk vækst og sociale fremskridt". Baggrunden var Sarkozys utilfredshed med den eksisterende statistiske information om økonomien og samfundet. Kommissionens formål var at identificere begrænsninger i BNP som et mål for sociale fremskridt og udarbejde forslag til, hvilken yderligere information der kan anvendes til at udarbejde mere relevante indikatorer for samfundsmæssige fremskridt. Kommissionen var højtprofileret, dels fordi dens arbejde i Frankrig blev viet maksimal politisk opmærksomhed, og dels fordi den var sammensat af en række internationalt højt anerkendte økonomer. Dens formandskab bestod af Nobelpristagerne Joseph Stiglitz og Amartya Sen og den franske økonom Jean-Paul Fitoussi, og blandt dens 22 øvrige medlemmer var bl.a. yderligere tre Nobelpristagere i økonomi: Kenneth Arrow, James Heckman og Daniel Kahneman.
Efter halvandet års arbejde offentliggjorde kommissionen i september 2009 sin rapport. Den anførte, at der ikke er noget galt eller forkert i sig selv med at opgøre BNP, men at målet ofte både i den politiske og den offentlige debat anvendes forkert og uden de nødvendige forbehold. Derfor er der behov for at supplere BNP med mål, der giver større viden om folks livskvalitet. Kommissionen foreslog, at der måles på i alt otte dimensioner:
1. Materiel levestandard (indkomst, forbrug og formue)
2. Helbred
3. Uddannelse
4. Personlige aktiviteter, herunder arbejde
5. Politisk deltagelse
6. Sociale forbindelser og relationer
7. Miljø
8. Usikkerhed - økonomisk og fysisk

Kommissionen anbefalede desuden, at der skulle ses på fordelingen af disse dimensioner over socioøkonomiske grupper, køn og generationer.
Kommissionens arbejde er siden blevet fulgt i en række lande og organisationer, der er gået i gang med at gennemføre og formidle målinger af livskvalitet. Det gælder bl.a. Storbritannien, Italien og OECD. Sidstnævnte har således udviklet et Better Life Index".